# 近藤湧也
近藤 湧也（こんどう ゆうや、1992年6月11日 - 2019年3月26日）は、日本のオートバイレーサー。
千葉県出身。
2019年3月13日、岡山国際サーキットで練習走行中に転倒、病院に搬送されたが3月26日9時47分に死去した。

## 主なレース戦績
- 2014年 - 全日本ロードレース選手権ST600ランキング9
- 2015年 - 全日本ロードレース選手権ST600ランキング6位
- 2016年 - 全日本ロードレース選手権JSB1000ランキング20位
- 2017年 - 全日本ロードレース選手権JSB1000ランキング12位
- 2018年 - 全日本ロードレース選手権JSB1000ランキング18位